# Titus Ozon
Titus Ozon (Bucarest, 13 de maig de 1927 - Bucarest, 24 de novembre de 1996) fou un futbolista romanès de la dècada de 1950.
És considerat un dels talents més grans del futbol romanès de la postguerra. Fou internacional amb Romania i participà en els Jocs Olímpics de 1952. Un cop retirat fou entrenador.